# ミロシュ・ストヤノヴィッチ (1984年12月生のサッカー選手)
ミロシュ・ストヤノヴィッチ（セルビア語: Mилoш Cтojaнoвић, Miloš Stojanović、発音: [mǐloʃ stojǎːnoʋitɕ];、1984年12月25日 - ）は、セルビアのサッカー選手。ポジションはFW。
Kリーグ時代の登録名はストヤノヴィッチ（ハングル: 스토야노비치）。

## クラブ歴
FKイェディンストヴォ・パラチンで選手となった後、いくつかのクラブを渡り歩き、FKヤゴディナに加入、セルビア・スーペルリーガ昇格に貢献した。しかしスーペルリーガでは14試合無得点であったので、セルビア・プルヴァ・リーガのFKノヴィ・パザルに移籍した。ここで33試合9得点を記録。2010年夏にフォルトゥナ・リーガのFC ViOnズラテー・モラフツェに移籍。しかし15試合で1得点に止まり、ヤゴディナに復帰した。ヤゴディナではリーグで4位につけたのでUEFAヨーロッパリーグ予選に参加した。2013年にはセルビア・スーペルリーガで得点王に輝いた。
2013年6月12日に中国サッカー・スーパーリーグの武漢卓爾足球倶楽部に1年半の契約で加入。2014年にKリーグの慶南FCに移籍。2016年に釜山アイパークに移籍。2017年にタイ・リーグのパタヤ・ユナイテッドFCに移籍。2018年に同2部のウドーンターニーFCに移籍。